# Entreprise de services du numérique
Pour les articles homonymes, voir ESN.
Vous pouvez aider à l'améliorer ou bien discuter des problèmes sur sa page de discussion.
- Il ne cite pas suffisamment ses sources. Vous pouvez indiquer les passages à sourcer avec {{référence nécessaire}} ou {{Référence souhaitée}}, et inclure les références utiles en les liant aux notes de bas de page. (Marqué depuis février 2008)
- Il adopte un point de vue régional ou culturel particulier et nécessite une internationalisation. (Marqué depuis avril 2014)

- Archive Wikiwix
- Bing
- Cairn
- DuckDuckGo
- E. Universalis
- Gallica
- Google
- G. Books
- G. News
- G. Scholar
- Persée
- Qwant
- (zh) Baidu
- (ru) Yandex
- (wd) trouver des œuvres sur Wikidata

Une entreprise de services du numérique (ESN), anciennement société de services en ingénierie informatique (SSII ou SS2I), est une société (ou entreprise) de services experte dans le domaine des nouvelles technologies et de l’informatique. Elle peut englober plusieurs métiers (conseil, conception et réalisation d’outils, maintenance ou encore formation) et a pour objectif principal d’accompagner une société cliente dans la réalisation d’un projet.
Elle se distingue du métier d'éditeur de logiciel et de celui de la société de conseil en technologie spécialisée en maîtrise d'ouvrage, ces trois activités formant le secteur des activités informatiques.

## Évolution de l'appellation
L’appellation « SSII » a succédé au début des années 1980 à celle de « SSCI » (société de services et de conseils en informatique). Les SSII ont élargi leur gamme d'activités et le terme « ingénierie » remplace le terme « conseil » jugé à l'époque comme trop associé à de petits cabinets. L'ingénierie recouvre en effet les différents métiers du conseil, des études, de l'ingénierie de systèmes, de l'intégration de systèmes, de l'assistance technique et des progiciels.
En 2013, Syntec Numérique, premier syndicat professionnel du secteur, a proposé de changer le nom des « SSII » par entreprises de services du numérique (« ESN »). Ce changement de nom ne fait toutefois pas l'unanimité, car il a été décidé par le syndicat patronal et certaines sociétés du secteur sans consultation des partenaires sociaux de la branche des Bureaux d'études techniques (notamment l'autre chambre patronale CINOV-IT) ni de la commission générale de terminologie et de néologie.

## Généralités
Une ESN est une entreprise spécialisée en services numériques répondant aux besoins d'externalisation des expertises, des services et des projets informatiques des directions informatiques des entreprises.
L'ESN peut par exemple réaliser un logiciel, un site web ou l'exploitation d'une infrastructure informatique.
L'ESN apporte de la valeur ajoutée à ses clients essentiellement à travers le savoir-faire et l'expertise numérique de ses salariés. Il s'agit donc d'une entreprise de services, financièrement faiblement capitalisée, mais dont la valeur est générée par son capital immatériel.
Une ESN est donc une société « à forte valeur ajoutée » : elle ne transforme pas de matières premières ni n’assemble d’éléments afin de vendre sa production. Par son absence d'outillage industriel, l'ESN possède un modèle économique différent de l'industrie. Elle possède des charges fixes et des charges d’approvisionnement plus limitées. Sa marge se calcule comme la différence entre ses coûts fixes+de masse salariale, et les chiffres d'affaires de ses prestations. Pour développer ce chiffre d'affaires, l'ESN doit principalement attirer et recruter des compétences spécialisées (par rapport à l'industrie où il faut fabriquer plus de marchandises), ou de façon secondaire, augmenter ses niveaux de prix en faisant croître la valeur ajoutée de sa masse salariale (amélioration des savoir-faire par la formation professionnelle, augmentation de l'ancienneté et de l'expérience, voir indice Syntec, recrutement d'experts ou de talents reconnus, développement des marchés à plus forte valeur ajoutée, management de la connaissance…).
Au sens le plus large, les ESN proposent les prestations suivantes :
- le conseil
  - Conseil en organisation
  - Conseil en processus métier
  - Conseil en conduite du changement
  - Conseil technique et R&D externalisé
- l'intégration de systèmes
  - Architecture et urbanisation des systèmes d'informations (conception, choix techniques…)
  - Développement d'applications/ingénierie logicielle
  - Mise en place de PGI/ERP
  - Solutions de communication entre divers systèmes informatiques hétérogènes
  - Vente de licences de logiciels
  - Assistance technique
- l'infogérance (externalisation ou outsourcing)
  - Tierce maintenance applicative (TMA) : maintenance et évolution applicative
  - Tierce recette applicative (TRA) et testing : gestion externalisée des tests et de la qualité logicielle
  - Gestion des infrastructures : support aux utilisateurs, maintenance, hébergement, gestion des systèmes et réseaux, gestion de la sécurité des systèmes
  - BPO : externalisation de processus métier (RH, comptabilité…)
- formation, assistance aux utilisateurs

Les ESN se distinguent notamment par le degré d'intégration du travail individuel de chaque employé ou de l'entreprise dans le service qu'elle rend à chacun de ses clients.
La réalisation d'une prestation
- dans le pays du client est appelée onshore
- dans un pays proche est appelée nearshore
- dans un pays éloigné généralement à bas coût est appelée offshore (nécessite la mise en place de structures de suivi et de coordinations importantes)

Le choix de la localisation du lieu de réalisation de la prestation est laissé au client. La plupart des grandes ESN emploient une marque qu'elles ont créée pour désigner le choix laissé au client (Xshore, rightshore, Global Service Delivery, Farshore, MultiShore, N-Shore, Dualshore, Bestshore…)

## ESN en France
Comme les autres entreprises de services, les ESN sont rattachées au secteur tertiaire dans la comptabilité nationale française.
Pour l'INSEE, dans la nomenclature des activités et des produits le groupe 62.0  (nomenclature NAF rév. 2) l' intitulé  "programmation, conseil et autres activités informatiques" se subdivise en activités de programmation informatique (poste 6201), conseil informatique (poste 6202), gestion d’installation informatique (6203) et aux autres activités informatiques (6209). L'édition de logiciels standards (poste 5829) de même que les activités de conseil hors informatique n’en font pas partie.
Cette branche est également appelée branche « logiciels et services informatiques » ou encore branche Syntec informatique du nom de la chambre patronale qui regroupe environ les deux tiers des effectifs de la branche en France. La plupart des SSII sont associées à la catégorie Conseil en systèmes informatiques qui englobe un vaste univers d'activités allant du développement de logiciel à la demande, à la fourniture d'ingénieurs en régie.
Dans le régime de l’« assistance technique » (ou « régie »), l'ESN recrute des personnes disposant de compétences pour revendre leur travail à la journée, selon un taux journalier convenu. Un indicateur souvent utilisé est le taux journalier moyen (TJM), c'est-à-dire le ratio F/J où F est le montant facturé par l'ESN à son ou ses clients pendant une période donnée, et J le nombre de jours-hommes fournis à ce ou ces clients pendant cette même période. Ce système, qui concerne 150 000 salariés, est parfois critiqué pour son manquement au droit du travail, en effet, le prêt exclusif de main d'œuvre est réservé en théorie aux seules sociétés d’intérim, faute de quoi est commis un prêt illicite de main-d'œuvre (voire un délit de marchandage dès lors qu’un préjudice existe pour les salariés). Ainsi, pour les congés par exemple, c’est le supérieur hiérarchique qui est supposé valider les demandes du salarié, mais en pratique celles-ci sont souvent négociées avec le client. Cependant, ce mode de fonctionnement correspond à une très large demande des grandes entreprises de tous secteurs et des administrations publiques qui, pour des raisons structurelles, n'ont pas la possibilité d'embaucher les profils correspondant à leurs besoins. Pour tenter de réduire les incertitudes juridiques inhérentes à cette pratique, certaines entreprises rédigent les contrats de prestation d'assistance technique dans des termes qui mettent en avant les idées de contenu livrable et d'engagement de résultat. Toutefois, malgré cette précaution formelle, de nombreux informaticiens salariés d'ESN sont en réalité des collaborateurs à plein temps des entreprises clientes, et ce pour des périodes pouvant aller de quelques mois à quelques années. De plus, malgré l'usage de l'expression « assistance technique », certains collaborateurs d'ESN en détachement exercent chez leurs clients des fonctions non essentiellement techniques, telles que l'encadrement de projets ou l'assistance aux maîtrises d'ouvrage.
Dans les contrats au forfait, l'ESN vend à son client un service convenu, mesuré par des indicateurs de niveau de service, en mettant en œuvre des ressources notamment humaines dont elle reste seule maître : c'est une prestation à engagement de résultat, et assortie de pénalités en cas de non atteinte des valeurs cibles des indicateurs. On pourrait comparer ce type de prestation à la fourniture d'un service clé en main. La quasi-totalité des activités d'infogérance[réf. nécessaire] se font au forfait.
Le centre de service est à mi-chemin entre la régie et le forfait, et est souvent proposé par les grandes ESN du fait de leur organisation. Ce type d'organisation permet à l'ESN d'industrialiser ses prestations en diminuant les coûts (utilisation des ressources humaines, logicielles, matérielles et des compétences internes à l'ESN sur plusieurs projets) et au client de partager, encadrer, fixer les responsabilités (maîtrise d’œuvre, maîtrise d'ouvrage…) et les délais pour différentes parties selon des accords définis entre le prestataire et le client. Ce type d'organisation et de délégation plus ou moins complète d'activités nécessite une implication du client bien plus importante que dans le cadre du forfait. La plupart des salariés des centres de services travaillent au sein des locaux de l'ESN. Toutefois, des collaborateurs peuvent être détachés en assistance technique chez le client ou être amenés à fournir de manière ponctuelle, des prestations de conseils et d'expertises chez le client. Les centres de services des ESN sont souvent des structures régionales (voire nationale) et spécialisés dans une technologie, un domaine d'activité particulier (Java, Technologies Web, CRM, Banque, Telecoms…) ou un client pour lequel il assure la sous-traitance de tout ou partie de son activité informatique. Le caractère industriel de ce genre de structure pourrait être assimilé à des usines de développement.
L'ESN embauche le consultant en CDI et met ses compétences à disposition des entreprises clientes. C'est donc l'ESN qui prend en charge le processus de recrutement et s'occupe de trouver des missions auprès des entreprises clientes. Le salarié de l'ESN peut être amené à travailler quotidiennement ou par épisodes dans les locaux de l’entreprise cliente dès lors que la mission à laquelle il est assigné l'exige : c'est le cas pour les contrats en régie, mais également pour certains forfaits nécessitant une étroite collaboration avec les équipes du client. Lorsqu'il a terminé une mission et que l'ESN ne lui a pas encore trouvé une autre mission, il est en « intercontrat », il continue à être payé, mais n'a pas d’activités. Il arrive que les ESN mettent à profit ces périodes pour donner une formation à leurs employés (les formateurs pouvant eux-mêmes être des employés de l'ESN) ou pour développer des projets internes à l'ESN. La forte présence des ESN en France est liée à l'externalisation des risques liés à la gestion des ressources humaines spécialisées sur des technologies évolutives.

### Évolution du secteur
En 2016, le secteur de la programmation, du conseil et des autres activités informatiques sur mesure (hors édition de logiciels) emploie 370 000 salariés et dégage un chiffre d’affaires de 61,7 milliards d’euros.
Entre 2000 et 2016, la valeur ajoutée s’accroît fortement (+ 3,6 % par an en valeur) dans un contexte de stabilité des prix.
Les deux tiers du chiffre d’affaires du secteur sont réalisés par des unités spécialisées dans le conseil informatique et le tiers restant dans des unités liées à la programmation ou la gestion d’installations informatiques.
Le taux de marge du secteur est relativement bas : 15 %, contre 24 % pour l’ensemble du secteur tertiaire marchand non financier.
Le montant de la sous-traitance confiée s’élève à 13,1 milliards d’euros, soit 23 % du chiffre d’affaires du secteur (9 % pour le tertiaire marchand non financier).
L’activité exportatrice se concentre sur peu d’unités : 12 % d’entre elles exportent en 2016  Les exportations atteignent 8,9 milliards d’euros en 2016, soit 37 % de plus qu’en 2011.
Les groupes jouent un rôle prépondérant puisque leurs 5 300 filiales informatiques représentent 84 % du chiffre d’affaires et 81 % des effectifs du secteur des services informatiques.

## Principales ESN

### En France
Les premières SSII (elles n'étaient pas des ESN à l'époque) sur le marché français sont les suivantes, par ordre de chiffre d'affaires décroissant.
- 2014 et 2015[10] :
- Les chiffres d'affaires sont des estimations PAC.
- 2008, 2007 et 2006[11] :
- Le chiffre d'affaires inclut les licences, la maintenance, le conseil, l'assistance technique, l'intégration de systèmes, la formation, l'infogérance, la TMA, le conseil en management et les reventes de matériels ; les chiffres marqués * sont des estimations PAC.
- 2009 et 2010[12] :
- Le chiffre d'affaires France Services inclut : conseil informatique, assistance technique, projets au forfait, formation, externalisation (incl. Infogérance et TMA), maintenance matériel, conseil en management, service associé aux logiciels.
- Le chiffre d'affaires France Services n'inclut pas : licences logiciels, vente et revente de matériel et logiciels, R&D externalisée, financement, leasing.
- Les chiffres d'affaires entre parenthèses incluent les licences, la maintenance, le conseil, l'assistance technique, l'intégration de systèmes, la formation, l'infogérance, la TMA, le conseil en management et les reventes de matériels.

Classement des 10 premières ESN en France, par chiffre d'affaires (en millions d'euros) :
| Rang | Sociétés                 | CA France Services informatiques 2020 (M€) | CA France Services informatiques 2019 (M€) | CA France Services informatiques 2016 (M€) | CA France Services informatiques 2015 (M€) | CA France Services informatiques 2014 (M€) | CA France Services informatiques 2012 (M€) |
| ---- | ------------------------ | ------------------------------------------ | ------------------------------------------ | ------------------------------------------ | ------------------------------------------ | ------------------------------------------ | ------------------------------------------ |
| 1    | Capgemini                |                                            | 3 069                                      | 2 700                                      | 2 297                                      | 1 992                                      |                                            |
| 2    | Sopra Steria             |                                            | 1 699                                      | 1 675                                      | 1 486                                      | 1 325                                      |                                            |
| 3    | IBM                      |                                            | 2 140                                      | 1 763                                      | 1 800                                      | 1 900                                      | 2 500                                      |
| 4    | Atos                     |                                            | 2 101                                      | 1 814                                      | 1 800                                      | 1 721                                      | 1 512                                      |
| 5    | Accenture                |                                            | 1 773                                      | 1 132                                      | 1 042                                      | 984                                        | 1 230                                      |
| 6    | SCC                      |                                            |                                            |                                            |                                            |                                            |                                            |
| 7    | Econocom                 |                                            | 1 406                                      | 622                                        | 581                                        | 546                                        |                                            |
| 8    | Orange Business Services |                                            | 2 312                                      | 1 190                                      | 1 155                                      | 1 134                                      |                                            |
| 9    | CGI                      |                                            | 1 132                                      | 946                                        | 879                                        | 885                                        | 1 114                                      |
| 10   | Alten                    |                                            |                                            |                                            |                                            |                                            |                                            |

En 2016, le top 10 représente 44 % du marché des services numériques en France.

### Dans le monde
ESN mondiales classées par chiffre d'affaires (en milliards de dollars) (chiffres de 2008) :
| Rang | Sociétés                     | CA Mondial 2007 (G$) | Part de marché |
| ---- | ---------------------------- | -------------------- | -------------- |
| 1    | IBM Global Services          | 54,148               | 7,2 %          |
| 2    | EDS = HP Enterprise Services | 22,13                | 3,0 %          |
| 3    | Accenture                    | 20,616               | 2,8 %          |
| 4    | Fujitsu                      | 18,62                | 2,5 %          |
| 5    | HP                           | 17,252               | 2,3 %          |
| 6    | CSC                          | 16,306               | 2,2 %          |
| 7    | Cognizant                    | 14,810               | 2 %            |
| 8    | Autres                       | 598,953              | 78 %           |
|      | Total                        | 759,231              | 100 %          |

### En Asie
Avec 8 milliards de dollars environ en 2010, le marché chinois des services informatiques est déjà supérieur aux quelque 6 milliards du marché indien.
Voici la liste des principales ESN asiatiques :
| Nom                       | Siège | Effectif |
| ------------------------- | ----- | -------- |
| HCL Technologies          | Inde  | 100 000  |
| Infosys                   | Inde  | 176 000  |
| Larsen & Toubro Infotech  | Inde  | 16 000   |
| Tata Consultancy Services | Inde  | 319 000  |
| Tech Mahindra             | Inde  | 98 000   |
| Wipro Technologies        | Inde  | 154 000  |

### En Europe
Le cabinet PAC estime en 2020 que le marché EMEA représente 67,7 milliards d'euros de chiffre d'affaires.
Les principales ESN classées par chiffre d'affaires (en millions d'euros):
| Classement | Nom       | Chiffre d'affaires EMEA | Effectifs (Monde) |
| ---------- | --------- | ----------------------- | ----------------- |
| 1          | Accenture | 12,431                  | 624 000           |
| 2          | IBM       | 12,422                  | 383 000           |
| 3          | Capgemini | 8,824                   | 290 000           |
| 4          | Atos      | 7,079                   | 105 000           |
| 5          | DXC       | 6,673                   | 134 000           |

Liste des principales ESN européennes en 2017  :
| Nom                          | Siège       | Effectif |
| ---------------------------- | ----------- | -------- |
| Capgemini                    | France      | 180 639  |
| Atos                         | France      | 91 322   |
| T-Systems                    | Allemagne   | 52 000   |
| Sopra Steria                 | France      | 44 000   |
| Indra Sistemas               | Espagne     | 35 730   |
| Inetum (ex Gfi Informatique) | France      | 27 000   |
| TietoEnator                  | Finlande    | 13 720   |
| Computacenter                | Royaume-Uni | 12 600   |

### Ouvrage
- Anne Scotté, Bienvenue dans un monde d'esclaves. La face cachée des Entreprises de Services du Numérique, Éditions du Sextant, 2014  (ISBN 978-2-84978-045-9)